# Гаральд Сандберґ (яхтсмен)
Гаральд Сандберґ (швед. Harald Sandberg, 22 жовтня 1883 — 28 листопада 1940) — шведський яхтсмен.
Бронзовий призер Олімпійських Ігор 1912 року в класі 6 метрів.